# 톨킨가

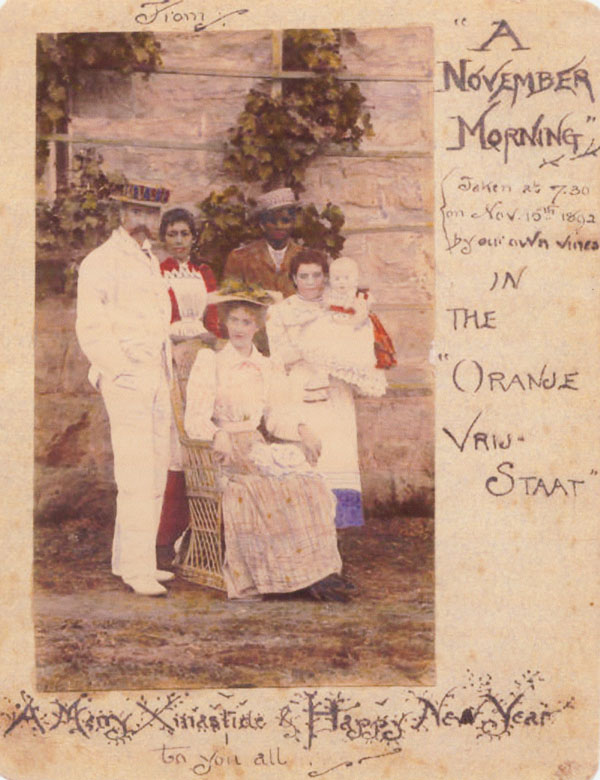

톨킨가(Tolkien)는 독일계 영국인 가문으로, 옥스포드 대학의 학자로서 《호빗》과 《반지의 제왕》 등의 책을 집필한 J. R. R. 톨킨이 가장 유명한 구성원이다. 그의 아들인 크리스토퍼 톨킨은 J. R. R. 톨킨의 세계관을 정리하여 《실마릴리온》, 《가운데땅의 역사서》 등의 책을 추가로 썼다.

## 어원
Ryszard Derdziński에 따르면, '톨킨'은 저지대 프러시안어로 '톨의 자손'이라는 뜻을 의미하는데, 여기서 '톨'은 통역가나 협상가를 가리킨다. 이 외에도 이름에 대한 어원에는 여러 가설들이 제기되었다. 동프로이센의 "Tołkiny"이라는 마을에서 어원했다는 설도 제기되었으며, J. R. R. 톨킨은 '저돌적'이라는 뜻의 독일어 '톨퀸(tollkühn)'에서 유래했을 것이라고 제안했다.
'톨킨'이나 비슷한 이름을 가진 사람들은 대부분 소련의 붉은 군대의 공격을 피해 다른 지역으로 떠났지만, 일부는 여전히 동프로이센에서 살고 있다. Derdziński에 따르면 J. R. R. 톨킨은 아버지가 빨리 사망하여 가족의 기원이 18세기 독일인 것만 알고 있었다.